# Чимусаса, Тендаи
Тендаи Чимусаса — зимбабвийский легкоатлет, который специализировался в беге на длинные дистанции. Бронзовый призёр чемпионата мира по полумарафону 1996 года с результатом 1:02.00. Победитель пробега BIG 25 в 1993 и 1994 годах. На олимпийских играх 1992 года выступал на дистанциях 5000 и 10 000 метров, но не смог пройти в финал. На церемонии открытия Олимпиады 1996 года был знаменосцем сборной своей страны. Занял 13-е место на олимпийских играх 1996 года на марафонской дистанции — 2:16.31. Также бежал марафон на Олимпиаде 2000 года, где занял 9-е место — 2:14.19.

## Достижения
- Победитель Лиссабонского полумарафона 1992 года — 1:01:17
- Победитель Берлинского полумарафона в 1994 году — 1:01.45
- Победитель Берлинского полумарафона в 1997 году — 1:03.42
- Победитель Гамбургского марафона 1998 года — 2:10.57— NR
- Победитель Франкфуртского марафона 1998 года — 2:14.17
- 2-е место на Гамбургском марафоне 2000 года — 2:12.22
- 2-е место на Кёльнском марафоне 2001 года — 2:12.36
- 2-е место на Гонконгском марафоне 2003 года — 2:18.11